# إيرا جي. هيرسي
إيرا جي. هيرسي هو محامي وسياسي أمريكي، ولد في 31 مارس 1858 في هودغدون في الولايات المتحدة، وتوفي في 6 مايو 1943 في واشنطن العاصمة في الولايات المتحدة. نشط حزبياً في الحزب الجمهوري. وقد انتخب عضو مجلس نواب مين ‏ وانتخب عضو مجلس النواب الأمريكي ‏.